# Libro corale Lambeth
Il libro corale Lambeth è un codice musicale, manoscritto e miniato, di musica sacra del XVI secolo contenente musiche di compositori attivi durante la dinastia Tudor.

## Opera
I musicisti più rappresentati sono Robert Fayrfax e Nicholas Ludford che contribuirono a dieci dei diciannove pezzi contenuti nel libro. Soltanto tre pezzi di Fayrfax gli sono esplicitamente attribuiti mentre altri cinque gli sono stati attribuiti dai musicologi; questi, assieme a due pezzi di Ludford, sono attribuiti per confronto con alcuni pezzi contenuti nel libro corale Caius ed altri manoscritti.  Il libro contiene anche sette pezzi di compositori anonimi:
- Ave Dei Patris filia
- Ave mundi spes Maria
- Gaude flore virginali
- Salve regina
- due Magnificat
- Vidi aquam egredientem de templo (antifona all'aspersione prima della messa di Pasqua).

Per alcuni dei pezzi non esistono concordanze e sembra possibile che ulteriori lavori di Fayrfax e Ludford possano esistere fra i suddetti. Il libro contiene anche musiche di grandi compositori come Edmund Stourton e Walter Lambe, la cui musica si può trovare anche nel libro corale di Eton.
Il libro è attualmente esposto nella biblioteca di Lambeth Palace a Londra con il numero di catalogo MS 1.